# Daniel Zerbin
 (février 2025).
Daniel Zerbin, né le 1er février 1973 à Gelsenkirchen, est un homme politique allemand. 

## Biographie
Daniel Zerbin naît le 1er février 1973 à Gelsenkirchen.
Soldat de carrière dans la police militaire, il effectue des missions en Afghanistan et au Kosovo, puis est enseignant dans la formation de la police, il est professeur d'université et pratique la box thaï. Membre de l'AfD, il est député du Landtag de Rhénanie-du-Nord-Westphalie depuis les élections de 2022.
En 2025 il est élu député du Bundestag.